# Kinematograf (film)
Kinematograf (The Kinematograph) – polski krótkometrażowy film animowany z 2009 roku, wyreżyserowany przez Tomasza Bagińskiego i wyprodukowany przy udziale Platige Image.
Scenariusz dwunastominutowego filmu jest adaptacją komiksowego albumu Monochrom z serii Rewolucje autorstwa Mateusza Skutnika. Nad animacją pracował ponad pięćdziesięcioosobowy zespół.

## Streszczenie
Francis to skromny miejski urzędnik i wynalazca samouk. Ma kochającą żonę, wielki dom w małym miasteczku i sporo wolnego czasu. Intensywne prace nad najnowszym wynalazkiem – kinematografem – przerwał, gdyż co prawda uzyskał ruchome obrazy i dźwięk, ale wciąż nie udaje mu się sprawić, by obraz był kolorowy. Sfrustrowany, wychodzi na spacer, ignorując żonę, która mówi, że zaraz poda obiad. Podczas przechadzki wstępuje do sklepu i kupuje najróżniejsze ingredienty potrzebne mu do pracy. Gdy wraca, przeprasza Elizabeth za to że wybuchł wcześniej złością i postanawia w spokoju zjeść przygotowaną przez nią zupę. Podczas gdy Francis konsumuje danie, Elizabeth krząta się po kuchni i zaczyna rozmyślać na głos, że skoro próbował zawsze z jedną kliszą filmową i wychodziły mu monochromatyczne obrazy, to może powinien spróbować z kilkoma kliszami o różnych kolorach i stworzyć z nich jedną, wielowarstwową. Francis doznaje wtedy olśnienia, mówi żonie że jest genialna i spieszy do swojej pracowni, w której zamyka się na długo i ostatecznie tworzy taśmę filmową, na której można zapisać kolorowy film. Po skończeniu wynalazku namawia żonę, by stanęła przed kamerą i opowiedziała jak piecze się szarlotkę, co też ona czyni. Wkrótce Francis wywołuje film i odtwarza na projektorze, odnosząc sukces: wyświetlił kolorowy film. Zbiega więc ze swojej pracowni by poinformować o przełomie żonę, ale ta leży w ciężkim stanie na podłodze, pokonana przez chorobę, którą wcześniej ukrywała. Francis zabiera ją do szpitala, gdzie po wielu godzinach czekania dowiaduje się, że lekarz nie mógł nic zrobić i Elizabeth nie żyje. Widzimy go najpierw na cmentarzu, a potem rozpaczającego w swojej pracowni podczas kolejnej projekcji filmu z Elizabeth, na którym kobieta objaśnia, jak piecze się ciasto.
Kamera oddala się z pracowni, wraca krętymi uliczkami do punktu wyjścia. Na ulicy chłopiec-gazeciarz rozrzuca świeżą prasę, krzycząc o najnowszym wynalazku braci Lumière, który podbija świat.

## Premiera
Premierowy pokaz filmu odbył się 17 czerwca 2009 roku w Multikinie Złote Tarasy w Warszawie. Był on początkiem serii pokazów, zrealizowanych we współpracy z siecią kin Multikino i Silver Screen w największych miastach Polski (Łódź, Kraków, Wrocław, Poznań, Szczecin, Gdańsk). Podczas pokazów Tomasz Bagiński oraz zespół Platige Image – oprócz omawiania procesu powstawania Kinematografu – zaprezentowali materiały z kolejnych produkcji studia: planowanego pełnometrażowego filmu o powstaniu warszawskim pt. Hardkor 44 i animację komputerową zrujnowanej Warszawy z 1945 roku (oba projekty zleciło Muzeum Powstania Warszawskiego) oraz produkcję pt. Animowana historia Polski, realizowaną na wystawę Expo 2010 w Szanghaju.